# Нгози (провинция)
Нгози (рунди Ngozi) — одна из 18 провинций Бурунди. Находится на севере страны. Площадь — 1474 км², население 660 717 человек.
Административный центр — город Нгози.

## География
На северо-востоке граничит с провинцией Кирундо, на востоке — с провинцией Муйинга, на юго-востоке — с провинцией Карузи, на юге — с провинцией Гитега, на западе — с провинцией Каянза, на севере проходит государственная граница с Руандой.

## Административное деление
Нгози делится на 9 коммун:
- Busiga
- Gashikanwa
- Kiremba
- Marangara
- Mwumba
- Ngozi
- Nyamurenza
- Ruhororo
- Tangara